# Ildar Ibragimov
Pour les articles homonymes, voir Ibraguimov.
Ildar Rifkatovski Ibraguimov ou Ibragimov (en russe : Ильдар Рифкатович Ибрагимов) est un joueur d'échecs russe né le 16 août 1967 à Kazan au Tatarstan. Grand maître international depuis 1993, il a été affilié à la fédération américaine de 2002 à 2015 et est revenu en Russie en 2015.

## Palmarès
En 1991, il finit premier ex æquo avec Kramnik et Kharlov du tournoi des jeunes maîtres russes (moins de 26 ans) à Kherson. Il a remporté :
- le tournoi de Budapest en 1993 et 1995 (février) ;
- le mémorial Tchigorine en 1994 ;
- le tournoi de Graz en 1994 et 1999 ;
- l'open du festival de Bienne en 1997 ;
- Pulvermühle en 2000 ;
- le championnat open des États-Unis à Fort Lauderdale en 2004 ;
- le World Open à Philadelphie en  2006 ;

En 1999, il fut quart de finaliste du championnat de Russie d'échecs. En 2006, il finit deuxième ex æquo du championnat des États-Unis d'échecs à San Diego.

## Compétitions par équipe
Avec l'URSS, Ibragimov a remporté la médailles d'or par équipe et la  médaille d'or individuelle (au troisième échiquier) lors du championnat du monde par équipe des moins de 26 ans en 1991.
Avec le club TatTransGaz-Itil de Kazan, il a remporté la coupe d'Europe des clubs d'échecs en 1996 et la médaille bronze par équipe en 1997.
Avec les États-Unis, il a participé au championnat du monde d'échecs par équipes de 2005, remportant la médaille d'argent individuelle au deuxième échiquier.
Il fut membre de l'équipe américaine qui remporta la médaille de bronze par équipe lors de l'Olympiade d'échecs de 2006 (il jouait au quatrième échiquier).